# Valle del Guamuez
Valle del Guamuez è un comune della Colombia facente parte del dipartimento di Putumayo.
L'abitato venne fondato da un gruppo di coloni nel 1954, mentre l'istituzione del comune è del 12 novembre 1985.